# El Molino (cabaré)

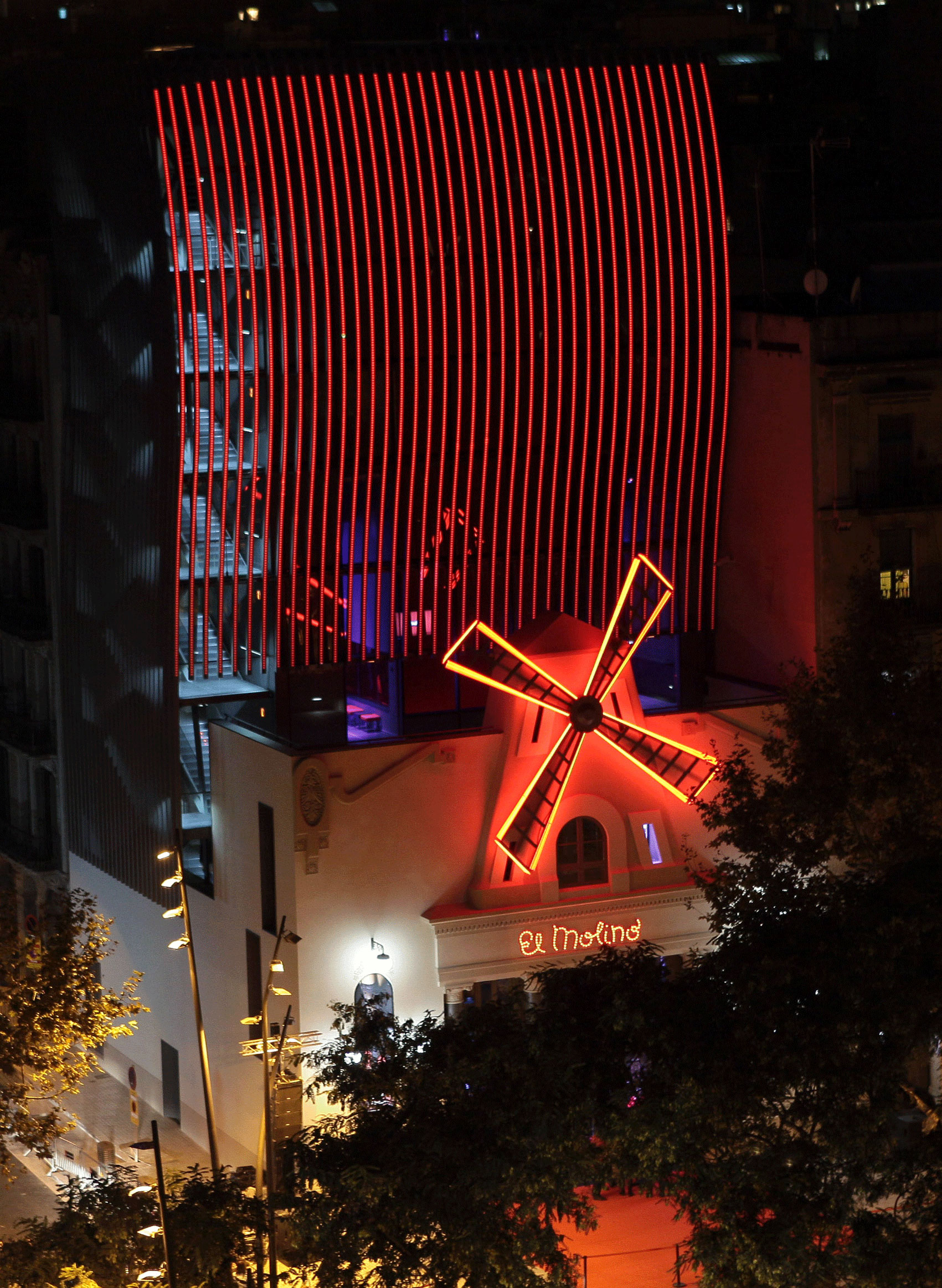
El Molino visto desde el Paralelo (Rosa Puig)

El Molino es un café-concierto de Barcelona, uno de los más reconocidos de Europa durante buena parte del siglo XX y del siglo XIX. Siempre fue considerado un espacio transgresor de los límites permitidos, con una gran capacidad de crear lenguajes propios, de doble sentido, con el objetivo de poder burlar el espíritu censor de cada época. Con sus características aspas rojas de molino en la fachada, es el más famoso de los teatros del Paralelo, avenida que llegó a ser bautizada como "la calle del teatro de Europa", a causa de la gran concentración de espacios escénicos que tenía.
Abrió sus puertas el año 1898, con el nombre de Pajarera Catalana concebido como un espacio para espectáculos. En 1910 cambió el nombre por el de Petit Moulin Rouge, y con la llegada de la dictadura franquista, en 1939, el régimen obligó a castellanizar el nombre y suprimir la palabra "rojo", por las connotaciones políticas que podía sugerir. Desde entonces ha quedado como El Molino.
Después de la reforma finalizada en octubre de 2010, impulsada por la empresa Ocio Puro y la empresaria Elvira Vázquez, El Molino continúa siendo una sala de music-hall, con espectáculos que se pueden ver con una copa o una cena cocinada por un chef de renombre. Cada semana se hacen espectáculos de música, teatro, flamenco y especialmente de revista, cabaret burlesque y music hall, con un espectáculo dirigido por Josep María Portavella, miembro de The Chanclettes.

## El edificio

### Exterior
El edificio original de 1898 era, de hecho, una construcción efímera en madera. En 1910, se encarga a Manuel Joaquim Raspall la construcción de un nuevo edificio con carácter permanente. Raspall, era aficionado al teatro y ya tenía algunas experiencias con la construcción del Teatro Cómico (en el mismo Paralelo), el Granvía y el Teatro Triunfo.
Pese a ser considerado un arquitecto modernista, Raspall pasó rápidamente al novecentismo y a El Molino se recoge esta tendencia. Se inauguró el 17 de diciembre de 1910 convertido en Petit Moulin Rouge, pese a que, familiarmente, se le conocía como a Moulin.
En el año 1929, se encargó a Josep Alemany i Juvé que añadiera en la fachada la iconografía de su nombre y, además de modificar ligeramente la fachada, aparecían el molino y las aspas rojas. Con pequeñas modificaciones posteriores, probablemente fruto del mantenimiento, es la fachada que llegó hasta 1997. En 1997 El Molino cerró sus puertas. Se negoció la venta a empresarios rusos pero finalmente fue comprado por el grupo catalán Ociopuro.
Además de renovar la programación pensaron en renovar también el edificio, encargo que el promotor Ociopuro ofreció al equipo de BOPBAA Arquitectos (Josep Bohigas y Arnau, Francesc Pla i Ferrer e Iñaki Baquero Riazuelo) y realizó la constructora Altiare. Después de diecinueve anteproyectos que respondían a diferentes visiones de lo que sería el nuevo Molino, el proyecto definitivo empezó en 2006 y duró hasta el octubre de 2010.
Solo la fachada de Raspall con el mítico molino de Alemany se ha mantenido. Seis metros atrás el edificio tiene ahora cinco plantas, y se excavó una planta subterránea donde está la cocina y almacén. La tercera planta acoge ahora una terraza y un bar (en la calle Vilà i Vilà). Las plantas superiores, cuarta y quinta, acogen las máquinas de las instalaciones. Hacia los lados y seis metros atrás, para no interferir con la silueta de las aspas del molino, se amplió para acoger salas de ensayo y camerinos (en la calle Roser). La terraza aprovecha precisamente el espacio horizontal que queda detrás de las aspas del molino, en la parte que antes había sido la azotea del edificio antiguo de Raspall y Alemany, hasta el edificio ampliado de detrás, más alto y que ha sido recubierto de lamas metálicas cubiertas de leds de colores, formando una gran pantalla gigante. Actualmente la superficie total construida es de 2.050 m2 y la superficie útil de 1600 m².

### Interior

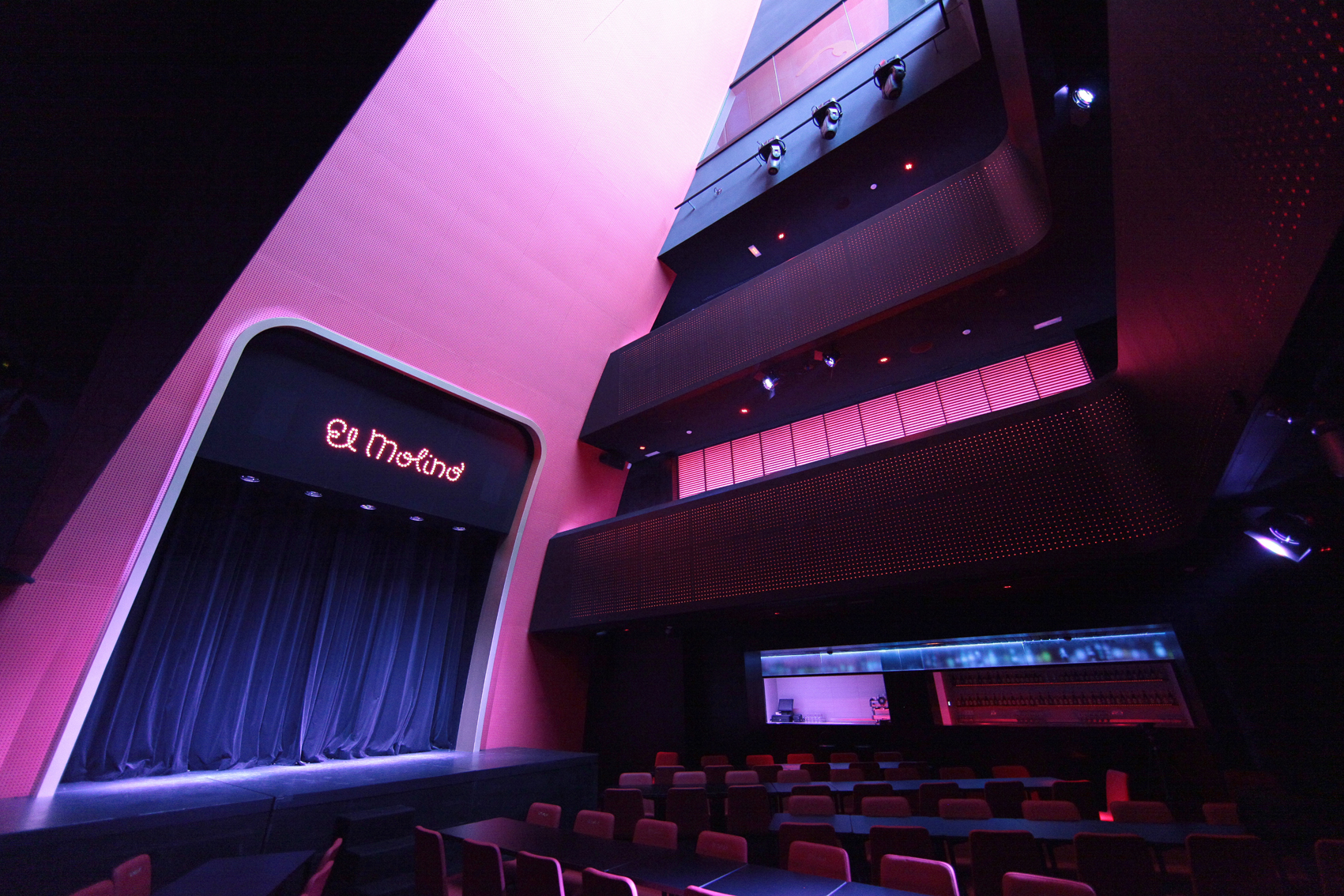
Interior de la Platea de El Molino (Rosa Puig)

El interior de El Molino se modificó completamente en la reforma de 2006-2010. Así, actualmente las plantas superiores quedan divididas entre la platea y el anfiteatro, con un aforo total de 250 plazas. El interior mantiene las antiguas pequeñas dimensiones y la barra a la izquierda, además ahora tiene el piano de La Bella Dorita. El pequeño espacio de la orquesta ha sido transformado en plataformas móviles.
El interiorismo actual ha sido signado por Fernando Salas, a quien se le pidió que respetara el ambiente original de El Molino, pero teniendo en cuenta servicios que antes no tenía y que ahora si se querían dar, como por ejemplo los camerinos, las salas de ensayo y el almacén para el vestuario y material técnico. El escenario, con la platea y dos pequeños anfiteatros, uno encima del otro, es multiuso y está equipado con un plató. Se construyó el almacén y una cocina en un subterráneo excavado, que conecta con la platea, justo encima, y los dos anfiteatros con un montacargas, por el que los espectadores puedan tomar una copa o comer durante el espectáculo. La única escalera del edificio sale por la calle Roser.
El interior conecta las dos fachadas mediante una lengua roja, en algunas partes ondulada, por la cual los espectadores se desplazan como si estuvieran dentro de una boca. Está hecha de pladur perforado, un material económico que evita reverberaciones, permite una buena audición y tiene buena electroacústica.
La decoración en general está subordinada al espectáculo y los espacios cercanos al escenario están concebidos para que puedan ser una prolongación, si el espectáculo lo requiere. Predomina el color negro. La platea tiene una barra de mármol negro y la disposición de las sillas se puede modificar. Para una mejor versatilidad, los elementos arquitectónicos de la platea y los anfiteatros se limitan a pocos elementos puntuales, en general destinados a vestir estas zonas según la temporada o el espectáculo. Un ejemplo son los laterales retroiluminados, que permiten modificar el uso del espacio a través del control de diferentes efectos de luz y color. También están retroiluminados las barandillas de los anfiteatros y destacados con luz los estantes de vidrio donde se encuentran las ampollas del bar de la platea. La iluminación, basada en juegos de luz con ledes, en todo el interior está al servicio del espectáculo.
En la tercera planta, para aprovechar la terraza que forman las dos fachadas se añadió un bar-coctelería en el interior: el Golden Bar. El resto de la planta es una sala polivalente de paredes de vidrio que visualmente comunica con el bar. El Golden Bar es una estancia de tejado alto en el cual predomina el color negro en materiales clásicos nobles (mármol, cerámica), decorado con dos figuras doradas que recuerdan a Carmen Amaya y Joséphine Baker, una lista, también en color oro, de todos los artistas que una vez actuaron en el antiguo Molino y una gran fotografía mural en blanco y negro, hecha por Josep Ribas, de la vedette Christa Leem. En recuerdo de la decoración de la platea, y de la típica de los cabarets, los estantes de las botellas del bar están reseguidos con luz, se encuentran paneles de ledes que pueden variar de color e intensidad de luz y un largo sofá tapizado en capitoné rojo, paralelo a una serie de pufs alineados a conjunto.
La planta cuarta, destinada a los servicios (vestuarios, duchas, baños) y trabajo cotidiano de los artistas, es, en cambio, muy luminosa. De hecho, la sala de ensayo es el espacio más luminoso de todo el edificio, ya que la luz natural entra por dos grandes agujeros hechos para esta finalidad en la fachada. Las paredes son totalmente blancas, el suelo no es de parqué, sino de pavimento negro. Tiene el espejo de pared a pared y la barra de trabajo que necesitan los artistas para trabajar.

## Historia

### Orígenes
Los orígenes de El Molino se sitúan en el Paralelo del año 1898, en el barrio del Pueblo Seco, que también se llamaba el Montmartre barcelonés, por la profusión de teatros de variedades, cafés-concierto y music-halls que había. Donde ahora hay el actual teatro había una tasca de mala muerte llamada La Pajarera. Su amo, harto de marineros borrachos y obreros escandalosos, vendió el negocio en el año 1899 por cien pesetas a un andaluz que había llegado a Barcelona para hacer fortuna.
Este cambió el nombre de la tasca por el de La Pajarera Catalana, montó un precario entarimado de tres metros de largo. El espectáculo que ofrecía era un cuadro flamenco, formado por un grupo de jóvenes andaluzas, ex criadas y jornaleras, que querían triunfar en el mundo artístico. Posteriormente se añadió un transvestido que explicaba chistes. Ninguno de ellos cobraba sueldo y habían de confeccionarse el vestuario, pero tenían asegurados el pan, el vino y el lecho, ya que dormían en unas literas situadas detrás del escenario.
A partir de 1901 la Pajarera Catalana empieza a hacerse un lugar en el mundo del espectáculo y mejora sensiblemente la programación ofreciendo algunas zarzuelas cortas y las actuaciones del Caballero Felip, ventrílocuo y artista polifacético muy popular en los locales (como los cafés-teatro Gran Teatro Español y teatro Condal) del Paralelo de la década del 1910. También ofrece un servicio de restaurante dentro del local, con un servicio a la carta, y hasta se llega a organizar un servicio gratuito de coches de alquiler para facilitar el recorrido de los clientes desde la Rambla hasta el local. Este servicio era nocturno, empezaba a las diez de la noche, e iba desde el Pla de la Boqueria a la Pajarera Catalana y viceversa, recorriendo toda la calle Conde de Asalto.
Pese a que se contrataron algunas prostitutas para animar al personal y reforzar la oferta de ocio del local, el negocio no consiguió ser rentable.  En abril de 1905 la Pajarera Catalana vuelve a cambiar de propietario, pasando a llamarse Gran Salón del Siglo XX. Este local alternaba las variedades con los pases de cine, el cinematógrafo Gaumont, como hacían muchos locales del Paralelo, ya que este nuevo invento causaba furor en la época.

### DelPetit Moulin RougeaEl Molino

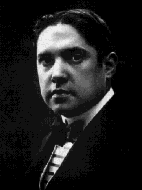
Manuel Joaquim Raspall creó la mítica fachada con el molino, que es lo único que se mantiene hoy del edificio

En el año 1908 apareció por primera vez el mote molino a su nombre, en francés, Petit Moulin Rouge, quizás como referencia al Moulin Rouge de la calle Pigalle de París. Este nombre se mantuvo hasta el 1916, excepto por un breve paréntesis de cinco meses en el año 1910, durante los cuales el local se llamó Petit Palais, de nuevo haciendo referencia a un edificio parisino, esta vez dedicado a muestras y exposiciones.
El año 1910 se realizaron unas obras que le dieron la configuración interior que mantuvo básicamente hasta su cierre, hechas por el arquitecto Manuel Joaquim Raspall (discípulo de Domènech i Montaner), le dieron un toque modernista.
En el 1916 se cambió nuevamente de nombre por el de Moulin Rouge. Cabe decir que, en el momento de datar estos cambios de nombre de influencia francesa, no todos los cronistas e historiadores del Paralelo coinciden plenamente en las fechas, aunque sí en los diferentes nombres.
En el año 1926 el local dejó de ser un local de espectáculo público para convertirse en la sede, durante un breve período de tiempo, del partido fundado por Miguel Primo de Rivera, la Unión Patriótica Española.
El año 1929, probablemente a causa de la Exposición Internacional de 1929, se remodeló la fachada, y, por imitación del famoso local de París, se le añadieron los elementos decorativos que recuerdan un molino, es decir, la imagen que actualmente todo el mundo conoce y de la que destacan especialmente las aspas. La nueva fachada no se  construyó sobre la anterior sino que se añadió delante, con una cámara de aire por el medio. El arquitecto Joan Alemany Juvé fue el encargado de dirigir las obras. El empresario en aquella época era Antoni Astell (lo fue desde 1913 hasta el final de la Guerra Civil) y vivía en la calle Blai, muy cerca del local.

### Guerra civil
Durante la guerra civil española continuó le oferta de espectáculos. El sindicato de la CNT gestionaba el local. De acuerdo con los nuevos aires revolucionarios, se tuvo que igualar el sueldo de todos los trabajadores, camareros, bailarinas y vedets, independientemente del trabajo que realizaran.

### Franquismo
Con el inicio del franquismo, el año 1939, el gobierno obligó a castellanizar el nombre del hasta entonces Petit Moulin Rouge, ya que el uso de cualquier lengua diferente al castellano estaba prohibido, y a sacarle el mote rojo, que la dictadura asociaba con sus enemigos comunistas; y de esta forma su nombre se quedó como El Molino.
En aquella época había comprado el local Francisco Serrano, muerto el año 1970 y también propietario del Bataclán, otro histórico teatro de nombre copiado a uno parisino. Serrano consiguió atraer a un público más civilizado, también más rico y refinado, que pagaba mejor las copas de alterne y se podía permitir cava. Y a la vez promueve el estraperlo, sobre todo de penicilina, en las zonas de butacas más discretas.
Durante los años sesenta, después de una bancarrota económica con embargo incluido, el local queda en manos de la viuda del propietario, una inteligente empresaria, Doña Fernandita, que lleva con mano dura las cuentas y ajusta, poco a poco, la economía del local, por lo menos durante un tiempo, hasta que las salas de fiesta de este tipo caen en decadencia y cierran todas, una por una, de forma definitiva a mediados de los noventa.

### Transición y final delsigloXX
Con la apertura de ideas y de libertad que supone el fin de la dictadura, la oferta de El Molino deja de resultar única. En esos momentos el petardeo, la pluma, la desnudez y el estilo kitch no son excepción sino moda, encabezada por la movida madrileña, que se aleja del gusto barcelonés y catalán. Además, se desarrollan cambios en las formas de ocio que en esos momentos algunos empresarios no supieron ver o a las que no supieron adaptarse.
Pese a todo, El Molino ganó en 1976 la primera edición de los premios FAD Sebastià Gasch de artes parateatrales otorgado por Fomento de las Artes y del Diseño, FAD.
Finalmente, el 14 de noviembre de 1997, la vedet Merche Mar actuó en el último espectáculo, Pluma y peineta, antes del cierre del local, sin saber aún si algún día se volvería a abrir.

### SigloXXI
Un grupo de diecisiete empresas privadas invirtieron unos quince millones de euros en ampliar y renovar el local y organizar una nueva programación. El nombre elegido para esta reapertura fue el que se impuso en la dictadura, El Molino, que también era con el que era popularmente conocido por los barceloneses. El estilo y filosofía se mantuvieron, pero introduciendo nuevas tecnologías y música electrónica.
El 18 de octubre de 2010 se inauguró el nuevo El Molino con el espectáculo "Made in Paral·lel", un recorrido por la historia de El Molino y los diferentes artistas y géneros que pasaron por su escenario. Merche Mar  presentó el espectáculo como estrella principal y también actuó la Terremoto de Alcorcón, The Chanclettes, Úrsula Martínez, Belinda Blind y Amador Rojas, entre otros, con Víctor Masán como maestro de ceremonias. Entre el público había vecinos del barrio de El Pueblo Seco así como diferentes personalidades, entre las cuales se encontraban Jordi Hereu, alcalde de Barcelona, los antiguos presidentes de la Generalidad de Cataluña Pasqual Maragall y José Montilla.

## Los artistas

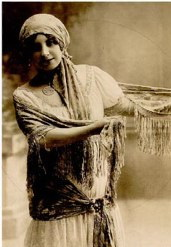
La Bella Dorita

El escenario de El Molino ha visto numerosos artistas, que se saltaron la censura y la política, la guerra y el hambre, porque era un mundo propio con normas propias, y ofrecieron a la España de todas las épocas una lección constante de libertad, de sublimación de lo popular, de orgullo de barrio, de erotismo sano sin hipocresía.
Durante la primera mitad del siglo XX se destacaron los nombres de Granito de Sal, Condesita Zoe y Lola Montiel, con una reina indiscutible en la años 40 y 50: la Bella Dorita. El Molino abierto en el XXI ha recuperado el piano personal de la Bella Dorita.
A lo largo de los años 1950, 1960 y 1970 desfilaron por su escenario artistas como Lander y Leanna, Mirco, Johnson, Escamillo, Yvette René, supervedette francesa que fue cabecera de cartel desde 1974 a 1978, siendo considerada la vedette más elegante de España y que estaba emparentada con el mítico chansonier francés Maurice Chevalier (era sobrina nieta de este), Pipper, Gardenia Pulido y Mary Mistral entre otros.
Durante la década de 1980 hasta su cierre en 1997, su escenario acogió, entre otros artistas, a Amparo Moreno, Lita Claver (La Maña) y a Merche Mar. La portuguesa Mísia, de ascendencia catalana, mostró sus jóvenes encantos. y a la Super Vedette Susana Egea Considerada la última estrella de la Casa.

## Programación

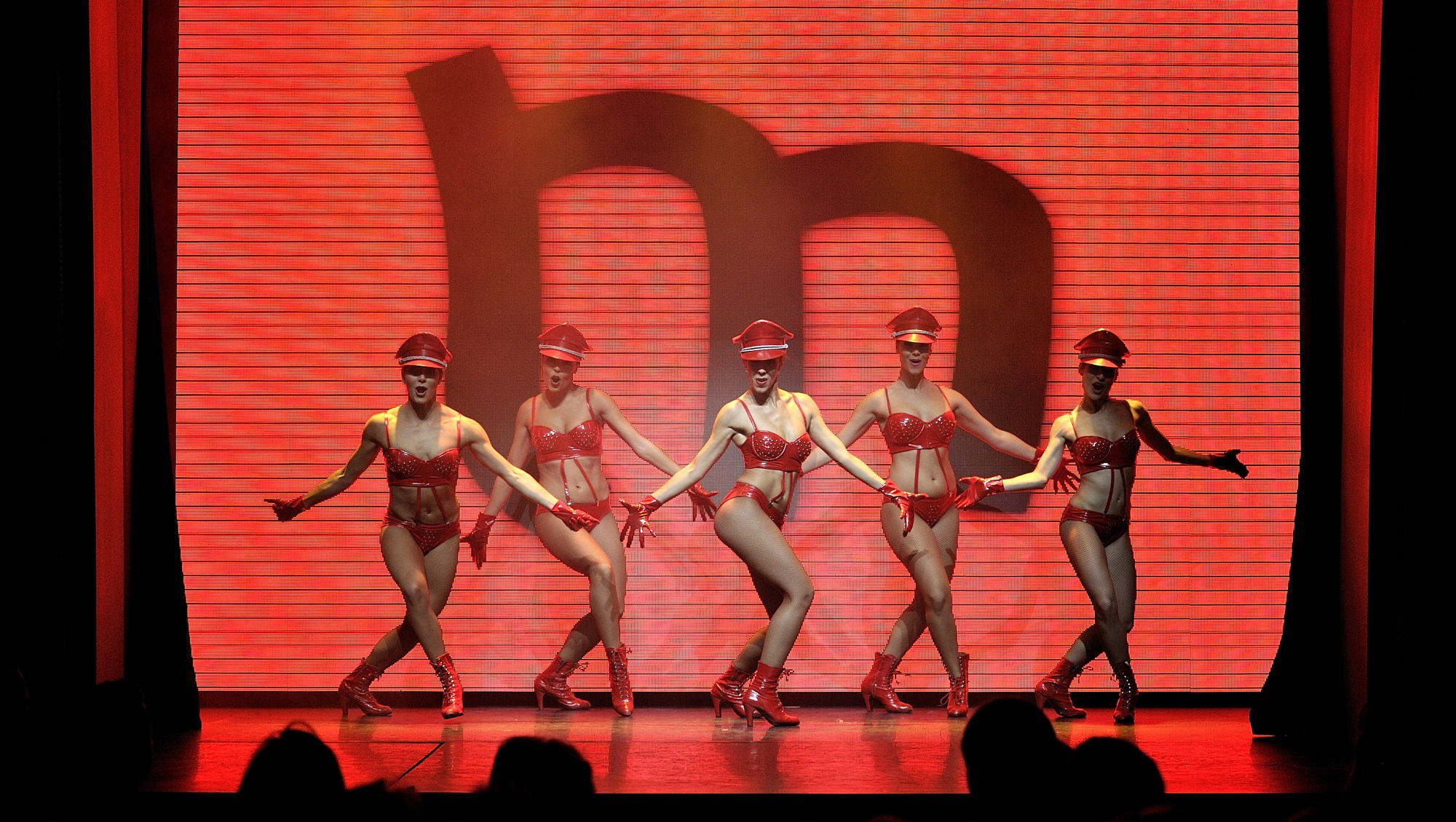
Un momento del espectáculo 'Made in Paral·lel' (Rosa Puig)

En El Molino se programaban los espectáculos más atrevidos, con la presencia de las vedettes más famosas de España. Actualmente quiere mantener el mismo espíritu, añadiendo también otros géneros, como el teatro y la música. El edificio se ha remodelado en el interior completamente, hecho que influye en el espacio para la orquesta y el público. Se ha querido mantener también el hecho de ser un espacio pequeño, con 250 localidades, cercano a los artistas. También se pretende implicar a los vecinos del barrio y durante el día se organizarán visitas para a colegios y otras actividades.
El espectáculo inaugural de la nueva etapa se llama Made in Paral·lel y hace un homenaje al pasado, con música, baile, vedettes, estriptis, humor, magia y sorpresas, desde un presente moderno y multimedia. En él participan una veintena de bailarines.

### Música
Entre la programación musical hay los martes de flamenco, Poco ruido y mucho duende, dirigido por Mayte Martín, y que programará "la música que a ella le gustaría escuchar como espectadora", fue el último escenario en el que cantó Enrique Morente.

### Cabaret
El burlesco (o burlesque), la nueva moda del revival del cabaret y revista, es una prioridad, también se hará un festival internacional en mayo del 2011 y se pretende liderar el movimiento en España, así como hacer una franquícia para que los espectáculos se vayan de gira fuera.

## El Molino en el cine
El Molino ha sido también escenario de numerosas películas, desde el mítico El último cuplé (1957), dirigida por Juan Orduña y protagonizada por Sara Montiel, Las alegres chicas del Molino (1977), película rodada por José Antonio de la Loma en el interior del local y protagonizada por los artistas de El Molino Christa Leem y Pipper, o El extranger-oh! de la calle de la Cruz del Sur (1987), de Jorge Grau protagonizada por José Sacristán, Emma Cohen, Teresa Gimpera y Gabino Diego.

## Espectáculos

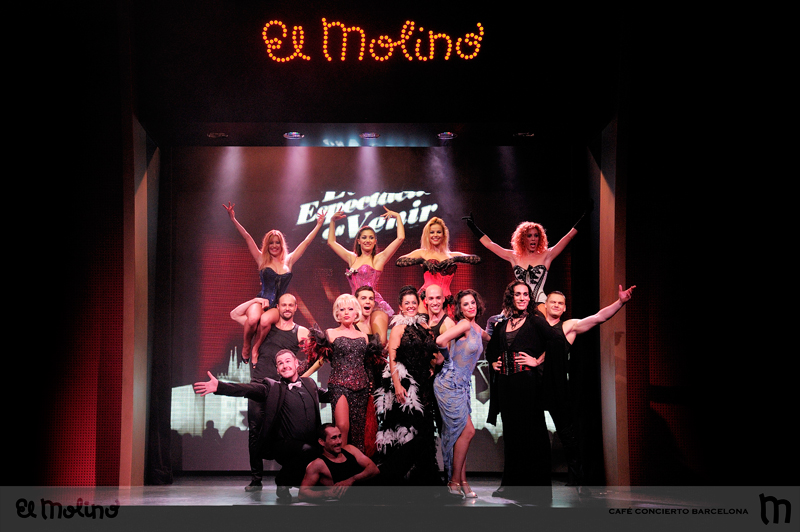
Live in Burlesque.

- 1974 A chupar del bote con la supervedette francesa Yvette Rene
- 1975 Taxi al Molino, también con Yvette Rene
- 1976 Locuras en el Molino, también con Yvette Rene
- 1978 Arriba las faldas
- 1982 ¡Viva el Molino!
- 1983 Las pícaras molineras
- 1984 Hay que reír
- 1985 Siempre Molino
- 1986 Hello Molino con la Super vedette madrileña Susana Egea
- 1987 Loco loco music-hallcon la Super vedette madrileña Susana Egea
- 1988 Bombones Molineros.  con la Super vedette madrileña Susana Egea
- 1989-90 Una cana al aire
- 1993 Rubias y morenas
- 1997 ¨   Calor-Calor¨ Espectáculo de Verano
- 2010 Made in Paral·lel
- 2011 Made in El Molino
- 2011 Live in Burlesque
- 2012 Burlesque Fever
- 2013 El Molino Aixeca l'Ànim
- 2014 Life is a Cabaret
- 2015 El Molino SHOWTIME
- 2016 Cabaret Experience

## El Molino Barcelona Burlesque Festival
Desde la reapertura del 2010, cada primavera se celebra un festival dedicado al erotismo y la transgresión del burlesque. Actualmente es el único festival de burlesque celebrado en España y uno de los más importantes a nivel europeo.

## Filmografía
- 1977: Las alegres chicas del Molino. Director: José Antonio de la Loma.

## Exposiciones fotográficas
• 2011: Carpe Diem, 10 años en El Molino, 1973-1983, del fotógrafo Josep Tobella. Del 11 de enero al 28 de febrero de 2011 en la sala Setba Zona de Arte Archivado el 28 de agosto de 2013 en Wayback Machine. de Barcelona. Incluye más de cincuenta fotografías, la mitad inéditas.